# Lockstep-System
Mit Lockstep-System (englisch in lockstep, im Gleichschritt) wird ein Vergütungssystem bezeichnet, bei dem die Vergütung sich nach der Dauer der Betriebszugehörigkeit richtet.
Einsteiger erhalten hierbei im Grundsatz zunächst das gleiche Gehalt. Dieses wird Jahr für Jahr (d. h. nach Anciennität) bis zu einer (z. B. nach zehn Jahren erreichten) Maximalstufe erhöht. Das System beruht auf den beiden Grundannahmen, dass alle Teilnehmer in gleicher Weise zu seinem Erfolg beitragen und dass jüngere Teilnehmer von den älteren profitieren. Das Lockstep-System war traditionell bei deutschen Anwaltskanzleien verbreitet.
Demgegenüber steht das insbesondere in anglo-amerikanischen Kanzleien übliche Leistungssystem („merit-based“), wobei Leistung nicht einfach Umsatz bedeuten muss, sondern sich auch auf die Akquise von Mandanten oder auf Publikationen beziehen kann.